# Severin Heusch

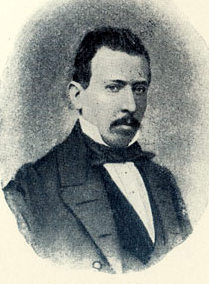
Severin Heusch

Severin Hubert Theodor Heusch (* 27. Dezember 1827 in Aachen; † 3. Juni 1873 ebenda) war ein deutscher Unternehmer und Gründer der ältesten Schermesserfabrik Deutschlands.

## Leben und Wirken
Der Sohn des Nadelfabrikanten Theodor Heusch (1787–1856) und der Eva Herten (* 1779) durchlief eine Ausbildung im elterlichen Betrieb, um die vorgesehene Übernahme eines Tages antreten zu können. Bereits kurz nach dieser Ausbildung unternahm Severin Heusch gemeinsam mit dem Schlosser Wilhelm Oebel Versuche zur maschinellen Anfertigung von Tuchschermessern, welche bis dahin in Handarbeit hergestellt wurden. Nachdem ihre Testreihen von Erfolg gekrönt und zur Serienreife gelangt waren, gründete Heusch mit erst 23 Jahren im Jahr 1850 in Aachen eine eigene Fabrik, welche die erste ihrer Art in Deutschland war. Das neue Unternehmen leistete Pionierarbeit auf dem neuen Arbeitsgebiet und brachte für die weitere Entwicklung der Tuchfabrikation enorme Vorteile.
Severin Heusch war in erster Ehe mit Maria, geb. Labeye (1834–1861) verheiratet, mit der er eine Tochter hatte. Nach ihrem Tod heiratete er in zweiter Ehe Maria Ida Schlossmacher (1838–1919), die ihm den Sohn Severin (1868–1943) und sechs Töchter gebar.

## Weiterentwicklung der Firma Severin Heusch
Nach Severin Heuschs frühem Tod im Jahr 1873 wurde das Unternehmen zunächst von seiner Witwe weitergeführt, bis der einzige Sohn Severin junior alt und qualifiziert genug war, um den Betrieb zu übernehmen. Er verlegte dann die Fabrik von Aachen zum Krugenofen 29/33 in Burtscheid und stattete sie mit den modernsten Fabrikations- und Bearbeitungsmaschinen aus. Um die Jahrhundertwende übernahm die Firma Heusch die in Verviers ansässige Firma „G. Xhonneux“ sowie die Aachener Firma „Fontaine & Co.“ Zu diesem Zeitpunkt entwickelte Heusch auch die neue und nach ihm benannte „Heusch-Konkavspirale“, ein Schermesser, dessen Hauptvorteil darin bestand, dass sich sein Schnittwinkel im Verlauf des materiellen Verschleißprozesses nicht mehr ändert.
Mit dieser Innovation konnte Heusch seine Produktivität nochmals steigern und beschäftigte 1924 circa 120 Mitarbeiter, die etwa 100 Spezialmaschinen bedienten. Darüber hinaus richtete das Unternehmen für seine Mitarbeiter die Severin Heusch Unterstützungskasse ein. Nachdem in der Firma Heusch bisher schwerpunktmäßig nur Schermesser für die Tuchindustrie gefertigt worden waren, kamen nun auch spezielle Präzisionsmesser in allen Abmessungen und für jeden Maschinentyp zur Verarbeitung von Baumwolle, Leinen, Jute, Samt, Plüsch, Teppiche und Kokosprodukte sowie für die Lederindustrie hinzu.
Obwohl im Verlauf des Zweiten Weltkrieges die Firma schwer zerstört worden war, konnte bereits 1945 der mittlerweile vom Enkel des Firmengründers, ebenfalls ein Severin Heusch (* 1900), geführte Betrieb wieder die Arbeit aufnehmen. Jahre später firmierte sie unter Heusch GmbH & Co KG und verzog von Burtscheid zum Gewerbegebiet Eilendorf, wo sie noch heute ansässig ist.